# Tenis en los Juegos Panafricanos de 2023
El Tenis en los Juegos Panafricanos de 2023 se llevó a cabo entre los días 15 y 23 de marzo de 2024 en la capital Acra y constó de 4 eventos (2 de varones y 2 de mujeres).

## Calendario
| Tenis                | 16 mar | 17 mar | 18 mar | 19 mar | 20 mar | 21 mar | 22 mar | 23 mar |
| -------------------- | ------ | ------ | ------ | ------ | ------ | ------ | ------ | ------ |
| Individual Masculino |        |        |        |        |        |        |        |        |
| Individual Femenino  |        |        |        |        |        |        |        |        |
| Dobles Masculino     |        |        |        |        |        |        |        |        |
| Dobles Femenino      |        |        |        |        |        |        |        |        |
| Equipos              |        |        |        |        |        |        |        |        |

|  | Día de competición |  | Día de finales |

## Medallero
| Núm. | País      | Oro | Plata | Bronce | Total |
| ---- | --------- | --- | ----- | ------ | ----- |
| 1    | Túnez     | 2   | 1     | 4      | 7     |
| 2    | Egipto    | 2   | 0     | 3      | 5     |
| 3    | Kenia     | 1   | 1     | 0      | 2     |
| 4    | Zimbabue  | 0   | 2     | 0      | 2     |
| 5    | Nigeria   | 0   | 1     | 1      | 2     |
| 6    | Marruecos | 0   | 0     | 1      | 1     |
|      | TOTAL     | 5   | 5     | 9      | 19    |

## Resultados
| Evento               | Oro                                  | Plata                                     | Bronce                                               |
| -------------------- | ------------------------------------ | ----------------------------------------- | ---------------------------------------------------- |
| Individual masculino | Moez Echargui Túnez                  | Benjamin Lock Zimbabue                    | Aziz Dougaz Túnez                                    |
| Individual masculino | Moez Echargui Túnez                  | Benjamin Lock Zimbabue                    | Mohamed Safwat · Egipto                              |
| Individual femenino  | Angela Okutoyi Kenia                 | Lamis Alhussein Abdel Aziz · Egipto       | Sandra Samir · Egipto ·                              |
| Individual femenino  | Angela Okutoyi Kenia                 | Lamis Alhussein Abdel Aziz · Egipto       | Mayar Sherif · Egipto                                |
| Dobles masculino     | Aziz Dougaz Skander Mansouri Túnez   | Benjamin Lock Courtney John Lock Zimbabue | Moez Echargui Aziz Ouakaa Túnez                      |
| Dobles masculino     | Aziz Dougaz Skander Mansouri Túnez   | Benjamin Lock Courtney John Lock Zimbabue | Fares Zakaria · Mohamed Safwat · Egipto              |
| Dobles femenino      | Merna Refaat · Sandra Samir · Egipto | Angella Okutoyi Cynthia Cheruto Kenia     | Lamis Alhussein Abdel Aziz · Mayar Sherif · Egipto · |
| Dobles femenino      | Merna Refaat · Sandra Samir · Egipto | Angella Okutoyi Cynthia Cheruto Kenia     | Divine Dasam Nweke Oyinlomo Quadre Nigeria           |
| Equipos masculino    | Túnez                                | Egipto                                    | Costa de Marfil                                      |
| Equipos femenino     | Egipto                               | Nigeria                                   | Marruecos                                            |